# Nassella trichotoma
Nassella trichotoma är en gräsart som först beskrevs av Christian Gottfried Daniel Nees von Esenbeck, och fick sitt nu gällande namn av Eduard Hackel och José Arechavaleta. Nassella trichotoma ingår i släktet nassellor, och familjen gräs. Inga underarter finns listade i Catalogue of Life.